# 라 루나
라 루나(La Luna)는 미국에서 제작된 에린코 카사로사 감독의 2011년 애니메이션 영화이다. 크리스타 쉐플러 등이 주연으로 출연하였다.

## 줄거리
이탈리아 제노바에서 어린 소년 밤비노는 아버지 파파와 할아버지 논노와 함께 한밤중 배를 타고 여행을 떠난다. 바다 한가운데 닻을 내린 후, 논노는 자신과 파파가 쓰고 있는 것과 비슷한 모자를 밤비노에게 선물한다. 두 어른은 밤비노가 모자를 어떻게 써야 하는지를 두고 의견이 엇갈려 다투는데, 파파는 모자를 눈 위로 깊게 눌러 쓰게 하고 논노는 뒤로 젖혀 쓰게 한다.
파파는 밤비노가 보름달에 닻을 설치할 수 있도록 긴 사다리를 세우고, 밤비노의 몸에 닻줄을 감은 뒤 세 사람은 달 표면에 떨어진 별들을 쓸어내기 위해 올라간다. 파파는 밤비노에게 미는 빗자루로 별들을 쓸라고 재촉하고, 논노는 자신의 수염과 닮은 싸리빗자루나 대걸레 같은 빗자루를 선호한다. 그들이 다투는 동안 거대한 별이 달에 떨어지고, 그 별은 너무 커서 누구도 움직일 수 없다.
밤비노는 자신이 원하는 대로 모자를 뒤로 돌려 쓰며 자신만의 개성을 보여주고, 큰 별 위에 올라가 망치로 두드린다. 별은 수백 개의 작은 별들로 부서지고, 세 사람은 두 어른의 빗자루 대신 갈퀴를 선택한 밤비노의 방식으로 별들을 한쪽으로 쓸어 모은다. 일을 마친 후 그들은 배로 내려와 달을 올려다보는데, 그들의 노력 덕분에 달은 이제 빛나는 초승달 모양을 보여준다.

## 출연

### 주연
- 크리스타 쉐플러